# Escala de Allport
Escala de Allport é um método para medir o preconceito numa sociedade. Também é conhecida por Escala de Preconceito e Discriminação de Allport ou Escala de Preconceito de Allport. Ela foi descrita pelo psicólogo Gordon Allport em seu livro The Nature of Prejudice (1954).

## A escala
A Escala de Allport vai de 1 a 5.
Nível 1 - Antilocução
Antilocução significa um grupo majoritário fazendo piadas abertamente sobre um grupo minoritário. A fala se dá em termos de estereótipos negativos e imagens negativas. Isto também é chamado de incitamento ao ódio. É geralmente vista como inofensiva pela maioria. A antilocução por si mesma pode não ser danosa, mas estabelece o cenário para erupções mais sérias de preconceito.
Por exemplo, piadas sobre portugueses (no Brasil), brasileiros (em Portugal), negros, gays etc.
Nível 2 - Esquiva
O contato com as pessoas do grupo minoritário passa a ser ativamente evitado pelos membros do grupo majoritário. Pode não se pretender fazer mal diretamente, mas o mal é feito através do isolamento.
Nível 3 - Discriminação
O grupo minoritário é discriminado negando-lhe oportunidades e serviços e acrescentando preconceito à ação. Os comportamentos têm por objetivo específico prejudicar o grupo minoritário impedindo-o de atingir seus objetivos, obtendo educação ou empregos etc. O grupo majoritário está tentando ativamente prejudicar o minoritário.
Nível 4 - Ataque Físico
O grupo majoritário vandaliza as coisas do grupo minoritário, queimam propriedades e desempenham ataques violentos contra indivíduos e grupos. Danos físicos são perpetrados contra os membros do grupo minoritário. Por exemplo, linchamento de negros nos Estados Unidos da América, pogroms contra os judeus na Europa, e a aplicação de pixe e penas em mórmons nos EUA dos anos 1800.
Nível 5 - Extermínio
O grupo majoritário busca a exterminação do grupo minoritário. Eles tentam liquidar todo um grupo de pessoas (por exemplo, a população dos índios norte-americanos, a Solução Final para o Problema Judeu, a Limpeza Étnica na Bósnia etc).